# Санта-Крус (провінція Аргентини)
Са́нта-Кру́с (ісп. Santa Cruz) — провінція Аргентини, розташована в південній частині країни, в Патагонії. Межує з провінцією Чубут на півночі, Вогняною Землею та з Чилі на півдні та заході, омивається Атлантичний океаном на сході. Столиця провінції — місто Ріо-Гальєгос.

## Географія
Територію провінції Санта-Крус можна умовно поділити на такі природні сектори:
- Патагонські Анди на заході, де знаходиться найвища точка провінції гора Фіцрой (3405 м). Вершини гір цілий рік вкриті снігом, незважаючи на невелику висоту. У долинах знаходиться велика кількість льодовиків, зокрема Періто-Морено та інші, що формують Національний парк Лос-Гласьярес, і льодовикових озер, зокрема Архентіно, В'єдма, Сан-Мартін, Буенос-Айрес.
- У центрі та на сході домінують плато, висота яких зменшується із заходу на схід. Також тут знаходяться западини, зокрема Лагуна-дель-Карбон (105 м нижче рівня моря), що є найнижчою точкою провінції і південної півкулі.
- На півдні знаходяться вологі рівнинні луки, які називають Пампа-де-Діана

Морське узбережжя провінції урвисте, скелясте висотою до 300 м. Більш пологий берег у дельтах річок і затоці Сан-Хорхе.
Клімат Санта-Круса аридний. Температури низькі протягом усього року, характерні їх значні коливання. Переважають сильні вітри з Тихого океану.
Основними водними ресурсами провінції є льодовики і льодовикові озера. Найважливішими річками провінції є Санта-Крус, Чіко, Гальєгос, Койг, Десеадо і Пінтурас

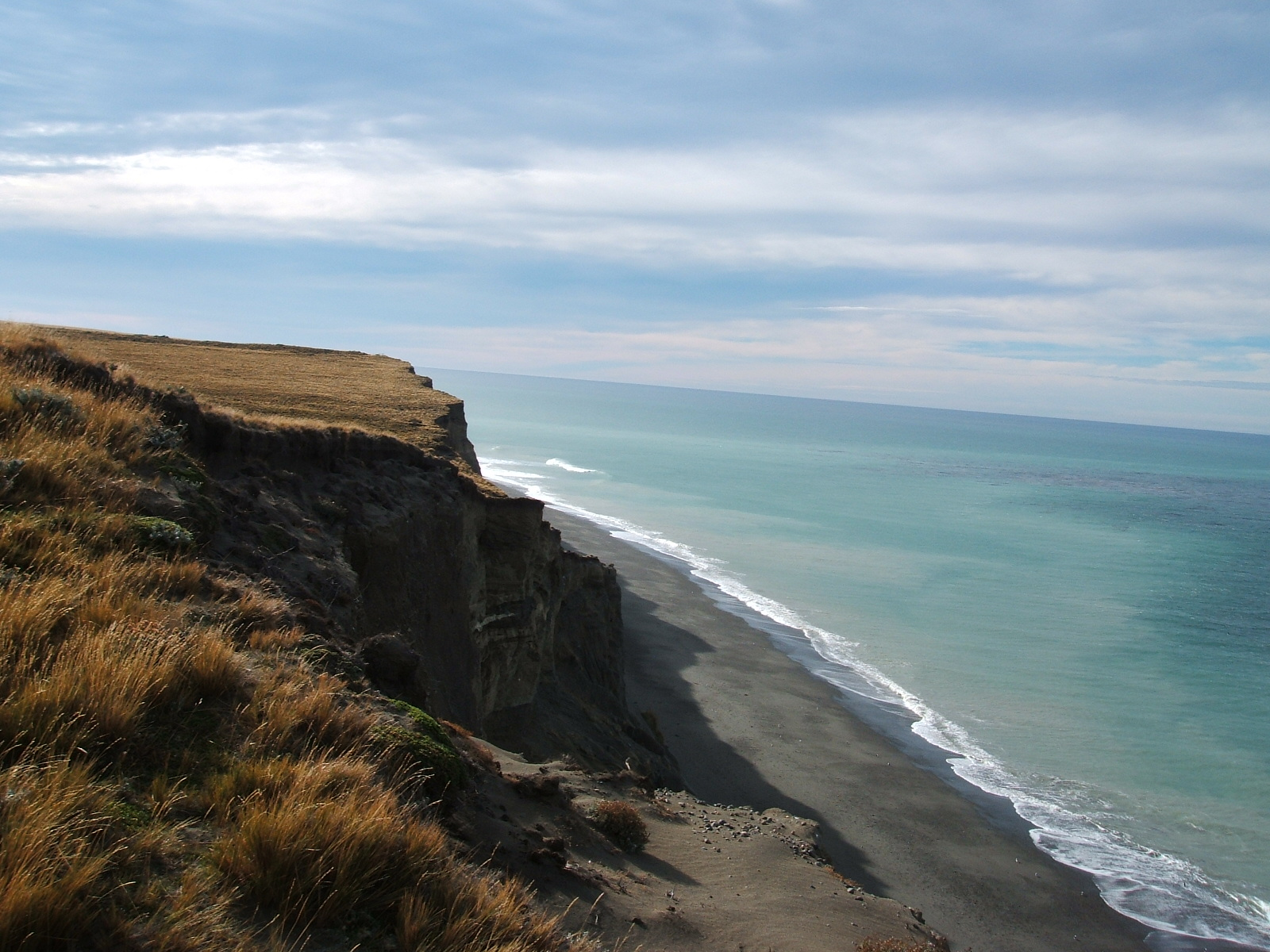
Узбережжя
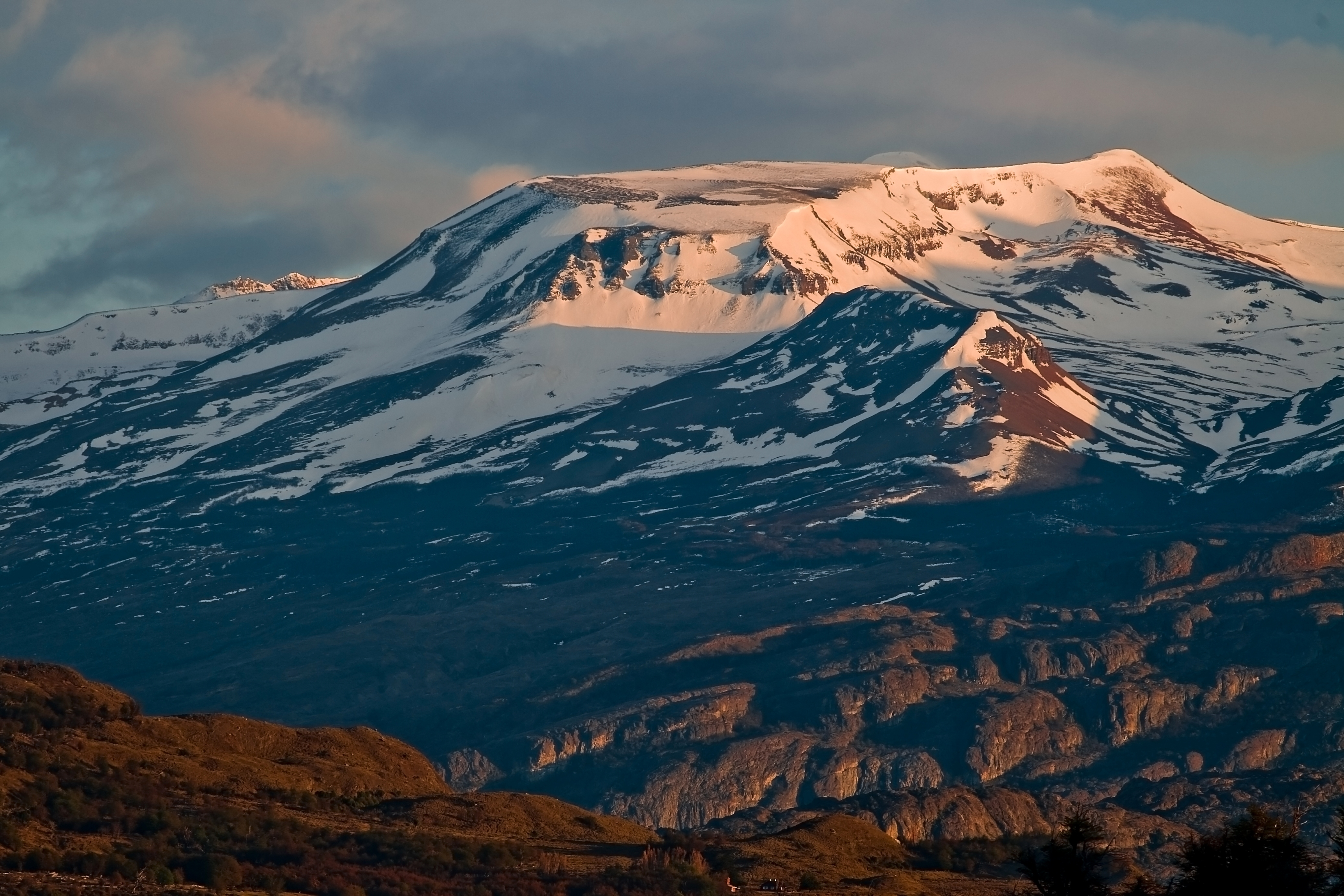
Патагонські Анди
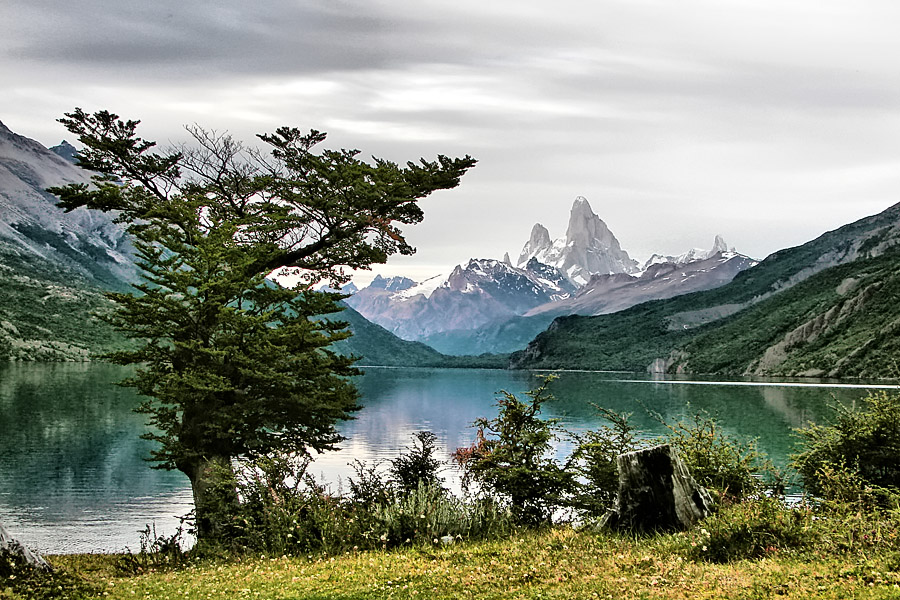
Озеро Десьєрто
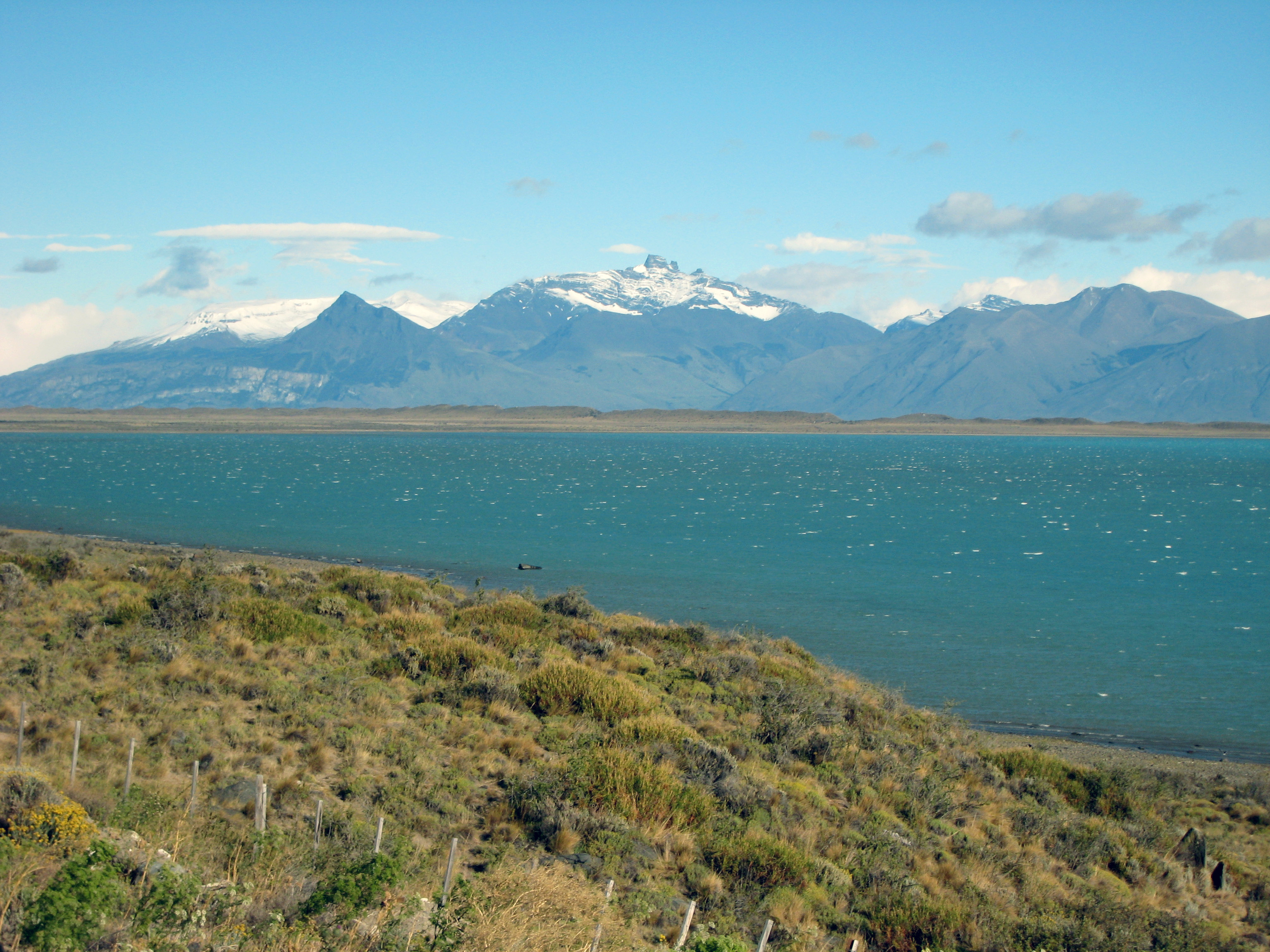
Озеро Архентіно

## Історія
До прибуття іспанців цю територію населяли індіанці-теуельче.
21 лютого 1520 року експедиція Фернана Магеллана прибула до місцевості на території сучасної провінції Санта-Крус, зараз відомої як затока Сан-Хуліан. Тут експедиція провела зиму і відчалила 24 серпня 1521 року. 26 серпня дослідниками на чолі з Магелланом була відкрита річка Санта-Крус, яка згодом дала назву провінції.
1525 року у дельті річки Санта-Крус побував Хуан Себастьян Елькано. 1535 року Мартін де Алькасаба-і-Сотомайор дослідив місцевість біля річки Гальєгос.
Через напади британських піратів, зокрема Френсіса Дрейка в 1538 році, 1579 року Іспанія надіслала Педро Сарм'єнто де Гамбоа укріпити Магелланову протоку і запобігти доступу англійців до іспанських поселень в Тихому океані. У 1581—1585 роках він заснував декілька іспанських колоній на берегах протоки.
17 грудня 1586 року корсар Томас Кевендіш побував у дельті річки Ріо-Десеадо, назвавши цю місцевість Пуерто-Десеадо. 1592 року Кевендіш ще раз повернувся сюди з 5 кораблями. Один із цих кораблів під командуванням Джона Девіса 14 серпня 1592 року відкрив Фолклендські (Мальвінські) острови.
1621 року у цій місцевості побував місіонер Флорес де Леон, а у 1671—1672 роках єзуїт Ніколас Маскарді, вони заснували тут кілька місій, які не протрималися довго і були відновлені лише у 1745—1746 роках.
1670 року Джон Нарборо оголосив Пуерто-Десеадо територією Британії.
Коли в 1776 було створено Віце-королівство Ріо-де-ла-Плата, до нього також була включена уся територія Патагонії, зокрема Санта-Крус. Метою цього було вберегти регіон від зазіхань французів і англійців. 28 січня 1782 року район був підпорядкований Буенос-Айресу.
В 1780 році Антоніо де Б'єдма-і-Нарваес заснував місто Нуева-Колонія-і-Фуерте-де-Флорідабланка, в околицях сучасного Пуерто-Сан-Хуліана. 1790 року була збудована іспанська фортеця у Пуерто-Десеадо, яка була знищена англійцями 1807 року.
Між 1825 і 1836 роками були проведені детальніші дослідження району, зокрема Чарльзом Дарвіном під час його навколосвітньої подорожі.
У 1859 році аргентинець Луїс П'єдрабуена заснував військовий пост на острові Павон, де зараз знаходиться місто Команданте-Луїс-П'єдрабуена. 1864 року П'єдрабуена заснував поселення Лас-Салінас в околицях сучасного місто Пуерто-Санта-Крус. 1876 року Франсіско Морено заснував базу біля Пуерто-Десеадо.
Указом від 11 жовтня 1878 було створене губернаторство Патагонія із столицею у В'єдмі, до якого входила територія і сучасної провінції Санта-Крус. 21 жовтня було обрано першого губернатора. 1 грудня 1878 року було засноване місто Пуерто-Санта-Крус. 1881 року було визначено кордони між Аргентиною і Чилі, внаслідок чого було узаконене право володіння першої на патагонські землі.
Законом від 16 жовтня 1884 року губернаторство Патагонія було розділене на національні території Санта-Крус, Неукен, Чубут, Ріо-Негро, Вогняна Земля. Столицею національної території Санта-Крус стало місто Пуерто-Санта-Крус. У 1904 столиця була перенесена до її сучасного розташування у місті Ріо-Гальєгос.
На початку 20 століття до території почали прибувати європейські іммігранти: іспанці, німці, англійці і слов'яни. Вони тікали від Першої світової війни та приверталися зростанням промисловості території. Проте кінець війни привів до різкого скорочення експорту і економічної кризи території.
Ідеї анархізму, принесені іспанськими іммігрантами, стали досить поширеними серед робітників, що привело до росту числа страйків. Проте, ці дії були різко пригнічені урядом, конфлікт досяг апогею у так званій «Патагонській трагедії» (ісп. Patagonia Trágica), коли були страчені десятки страйкарів.
31 травня 1944 року була створена військова зона Комодоро-Рівадавія, що містила північну частину території Санта-Крус і південну частину провінції Чубут. Це утворення проіснувало до 28 червня 1955 року. Декретом від 20 липня 1955 року території Санта-Крус і Вогняна Земля були об'єднані у провінцію Патагонія, яка втім не проіснувала довго. 22 листопада 1956 року було утворено провінцію Санта-Крус у її нинішньому вигляді. 28 листопада 1957 року було прийнято конституцію провінції, яка згодом була змінена у 1994 і 1998 роках.

## Економіка
Основою економіки провінції є видобування нафти і природного газу (бутану і метану), на яке припадає понад 50 % прибутків. Золото і срібло видобуваються у родовищі Серро-Вангвардія. Іншими важливими корисними копалинами є кам'яне вугілля (родовище Ріо-Турбйо), глина і каоліни (Сан-Хуліан), солі.
У 1993—1997 роках спостерігалося збільшення ваги рибальства. Основними промисловими рибами регіону є мерлуза і корвіна. Також виловлюють кальмарів і креветок.
Найрозвиненішою галуззю сільського господарства є вівчарство. У невеликих кількостях вирощують вишню, малину, суницю, барбарис, часник.
Основною галуззю промисловості є харчова.
Провінція Санта-Крус є одним зі світових лідерів за рівнем виробництва альтернативної енергії, перш за все прибійної і вітрової.
З кінця XX ст. значний внесок у економіку провінції почав вносити туризм, перш за все до місць, занесених до списку об'єктів Світової спадщини ЮНЕСКО.

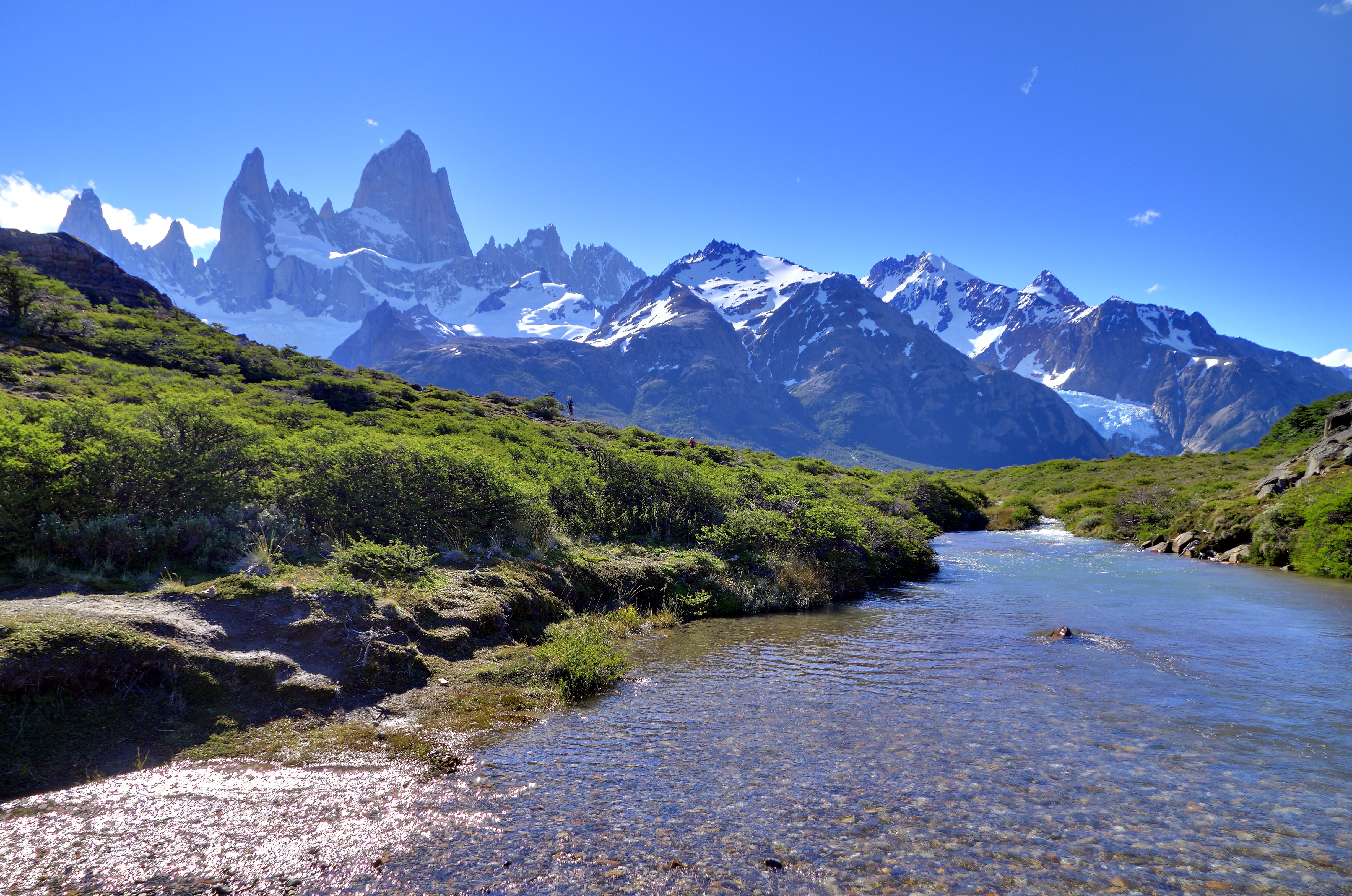
Гора Фіцрой
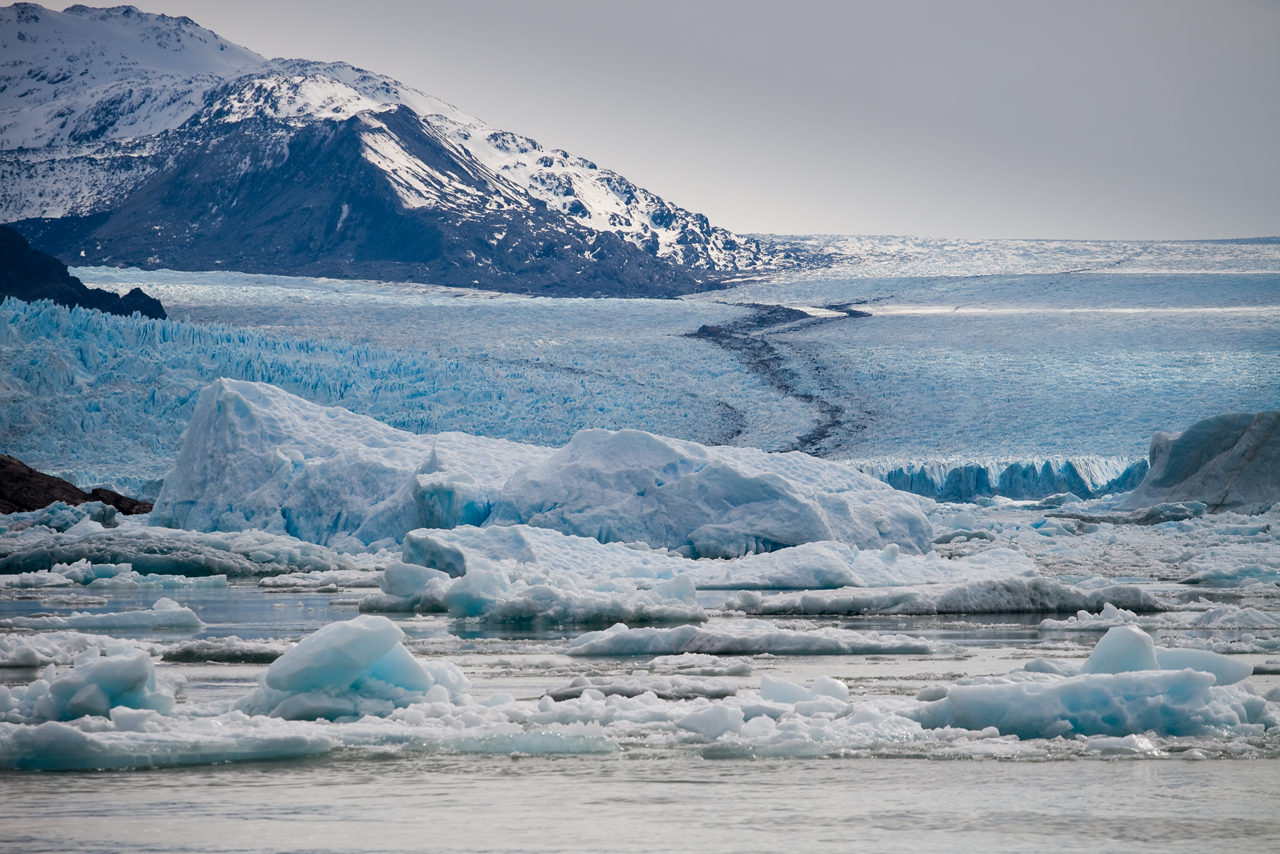
Льодовик Упсала
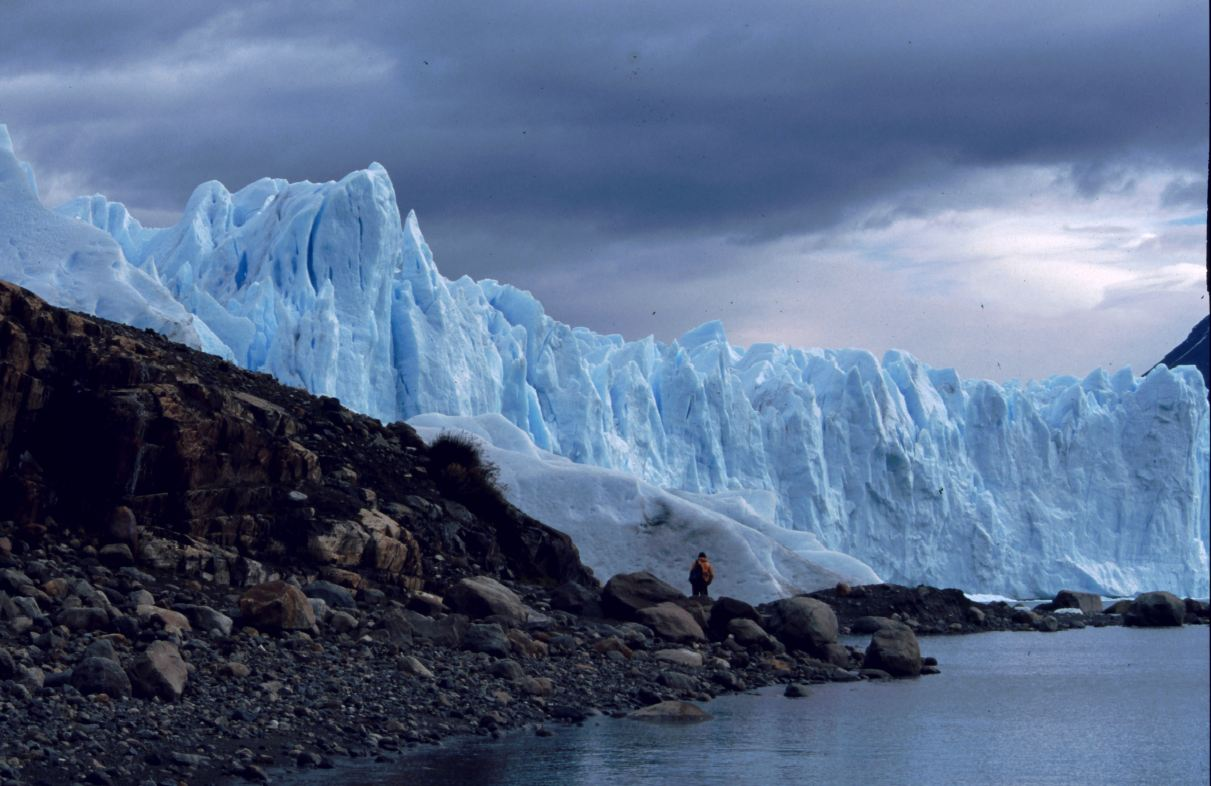
Льодовик Періто-Морено
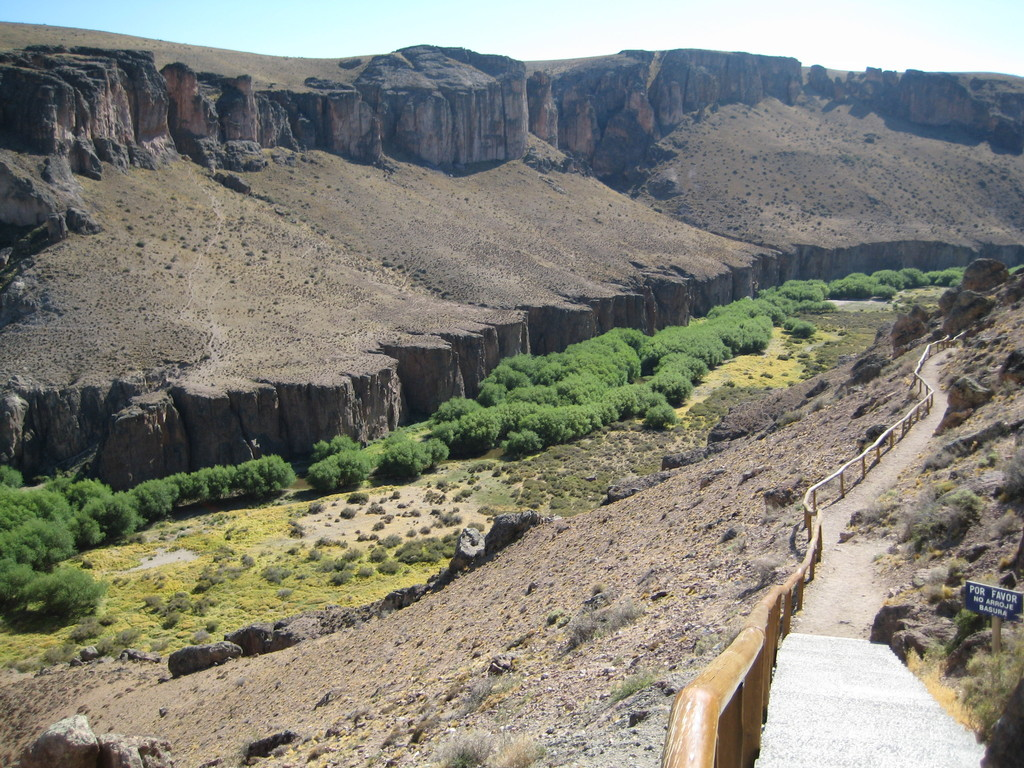
Каньйон Ріо-Пінтурас біля Куева-де-лас-Манос

## Освіта
| Освіта у провінції Санта-Крус (2009) | Освіта у провінції Санта-Крус (2009) | Освіта у провінції Санта-Крус (2009) | Освіта у провінції Санта-Крус (2009) |
| Рівень                               | Навчальних закладів                  | Учнів                                | Працівників                          |
| ------------------------------------ | ------------------------------------ | ------------------------------------ | ------------------------------------ |
| Дошкільні                            | 78                                   | 11 652                               | 1 288                                |
| - державні                           | 60                                   | 9 809                                | 1 089                                |
| - приватні                           | 18                                   | 1 843                                | 199                                  |
| Початкові                            | 107                                  | 34 225                               | 2 967                                |
| - державні                           | 87                                   | 28 488                               | 2 447                                |
| - приватні                           | 20                                   | 5 737                                | 520                                  |
| Середні                              | 152                                  | 24 614                               | 1 690                                |
| - державні                           | 125                                  | 20 881                               | 1 464                                |
| - приватні                           | 27                                   | 3 733                                | 226                                  |
| Вищі                                 | 6                                    | 2 148                                | 49                                   |
| - державні                           | 3                                    | 1 494                                | 25                                   |
| - приватні                           | 3                                    | 654                                  | 24                                   |

## Адміністративно-територіальний поділ
| Департамент       | Адміністративний центр | Рік створення | Населення (2010) | Площа (км²) | Мапа |
| ----------------- | ---------------------- | ------------- | ---------------- | ----------- | ---- |
| Корпен-Айке       | Пуерто-Санта-Крус      | 1884          | 11.080           | 26.350      |      |
| Десеадо           | Пуерто-Десеадо         | 1884          | 107.064          | 63.784      |      |
| Гуер-Айке         | Ріо-Гальєгос           | 1884          | 112.117          | 33.841      |      |
| Лаго-Архентіно    | Ель-Калафате           | 1915          | 18.896           | 37.292      |      |
| Лаго-Буенос-Айрес | Періто-Морено          | 1915          | 9.483            | 28.609      |      |
| Магальянес        | Пуерто-Сан-Хуліан      | 1884          | 8.933            | 19.805      |      |
| Ріо-Чіко          | Гобернадор-Грегорес    | 1915          | 4.951            | 34.262      |      |